# Saison 3 d'iZombie
Chronologie
Saison 2 Saison 4
Cet article présente le guide des épisodes de la troisième saison de la série télévisée américaine iZombie.

## Synopsis
Olivia « Liv » Moore est une jeune médecin urgentiste de Seattle transformée en zombie à la suite d'une soirée qui a mal tourné. Abandonnant sa prometteuse carrière, Olivia devient médecin légiste et ce métier lui permet de calmer sa faim et les voix dans sa tête en se nourrissant du cerveau des défunts. Mais, à chaque bouchée, elle hérite des souvenirs de la personne. Grâce à ce don, elle décide d'aider le lieutenant Clive Babineaux à résoudre des affaires de meurtres.

## Diffusion
- Aux États-Unis, la saison est diffusée depuis le 4 avril 2017 sur le réseau The CW, et le lendemain au Canada sur Netflix.
- Au Québec, la saison est diffusée depuis le 2 mars 2018 sur VRAK.
- En France, la saison est diffusée depuis le 4 septembre 2018 sur Warner TV.

## Distribution

### Acteurs principaux
- Rose McIver (VF : Kelly Marot) : Olivia « Liv » Moore

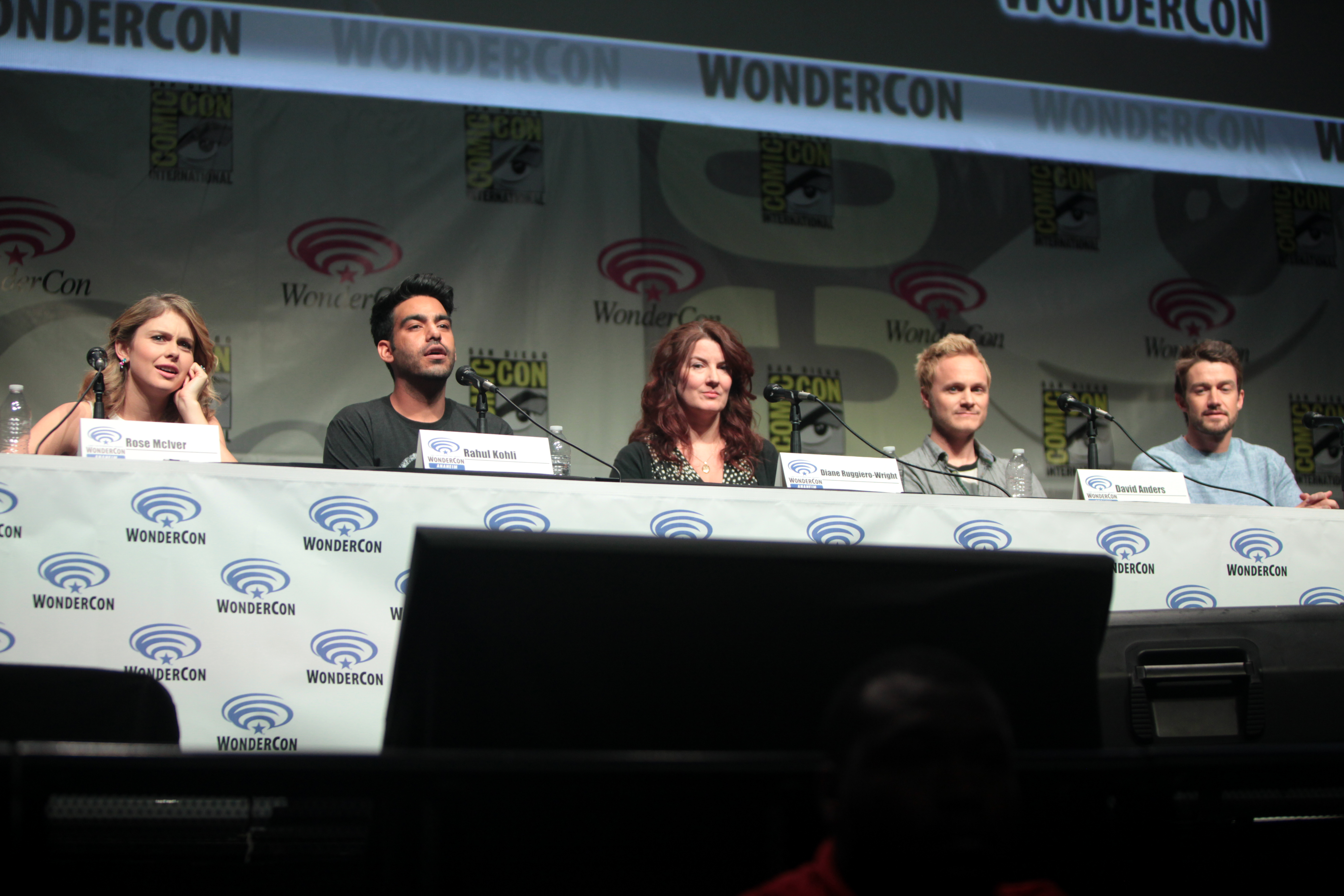
Les acteurs David Anders, Alyson Michalka, Rahul Kohli, Rose McIver et Malcolm Goodwin autour de la showrunner Diane Ruggiero-Wright au San Diego Comic-Con 2016.

- Malcolm Goodwin (VF : Diouc Koma) : Inspecteur Clive Babineaux
- Rahul Kohli (VF : Tanguy Goasdoué) : Dr Ravi Chakrabarti
- Robert Buckley (VF : Axel Kiener) : Major Lilywhite
- David Anders (VF : Denis Laustriat) : Blaine « DeBeers » McDonough
- Alyson Michalka (VF : Stéphanie Hédin) : Peyton Charles[1]

### Acteurs récurrents
- Bryce Hodgson (VF : Benjamin Gasquet) : Don Everhart (10 épisodes)
- Tongayi Chirisa (en) (VF : Jean-Baptiste Anoumon) : Justin (9 épisodes)
- Aidan Kahn (VF : François Santucci) : Zack Stoll (8 épisodes)
- Andrew Caldwell (en) (VF : Benjamin Penamaria) : Harley Johns[2] (8 épisodes)
- Kurt Evans (VF : Xavier Fagnon) : Floyd Baracus (7 épisodes)
- Ryan Jefferson Booth (VF : Thierry Walker) : Dino (7 épisodes)
- Robert Salvador (VF : Nicolas Dangoise) : inspecteur Cavanaugh (6 épisodes)
- Anjali Jay (VF : Léovanie Raud) : Carey Gold (6 épisodes)
- Nathan Barrett (VF : François Santucci) : Tanner (6 épisodes)
- Jason Dohring (VF : Anatole de Bodinat) : Chase Graves[3] (5 épisodes)
- Daran Norris (VF : Guillaume Orsat) : Johnny Frost (4 épisodes)
- Andrea Savage (VF : Marjorie Frantz) : Vivian Stoll (4 épisodes)
- Christina Cox (VF : Karine Texier) : Katty Kupps (4 épisodes)
- James Pizzinato (VF : Erwan Tostain) : Bo Johns (4 épisodes)
- Daniel Boileau (VF : Yann Peira) : Geoff Johns (4 épisodes)
- Ella Cannon (VF : Audrey Sourdive) : Rachel Greenblatt (4 épisodes)
- Ava Frye (VF : Maryne Bertieaux) : Tatum Weckler (4 épisodes)

### Invités
- Andre Tricoteux (en) : Chef (épisode 1)
- Robert Knepper (VF : Christian Visine) : Angus DeBeers (épisodes 1, 3 et 8)
- Kett Turton (VF : Stéphane Pouplard) : Vampire Steve (épisodes 2 et 9)
- Natalie Alyn Lind : Winslow Sutcliffe[4] (épisode 2)
- Mike Dopud (VF : Thierry Walker) : AK Fortesan (épisodes 3, 5 et 8)
- Marci T. House (VF : Sophie Riffont) : Inspecteur Devore (épisodes 4 et 9)
- Brooke Lyons (VF : Céline Mauge) : Natalie (épisodes 4 et 12)
- Gordon Michael Woolvett (VF : Loïc Guingand) : James Weckler (épisodes 5, 7 et 11)
- Shenae Grimes (VF : Diane Dassigny) : Piper[5] (épisode 7)
- Carrie Anne Fleming (VF : Hermine Regnault) : Candy Baker (épisodes 7 et 10)
- Eddie Jemison (VF : Marc Perez) : Mr. Boss (épisodes 9 et 10)
- Sarah Jurgens (VF : Marie Chevalot) : Shawna (épisodes 9 à 11)
- Anisha Cheeman (VF : Cindy Lemineur) : Patrice (épisodes 9, 12 et 13)
- Jessica Harmon (VF : Armelle Gallaud) : Dale Bozzio (épisodes 9 et 13)
- Greg Finley (VF : Valentin Merlet) : Drake Holloway[6] (épisode 10)

## Épisodes

### Épisode 1:L'Armée des morts
- États-Unis : 4 avril 2017 sur The CW[7]
- Québec : 2 mars 2018 sur VRAK[8]
- France : 4 septembre 2018 sur Warner TV[9]

- États-Unis : 950 000 téléspectateurs[10] (première diffusion)

- Andrea Savage (Vivian Stoll)
- Robert Knepper (Angus DeBeers)
- Bryce Hodgson (Don Everhart)
- Robert Salvador (Détective Cavanaugh)
- Aaron Douglas (Chuck Burd)
- Christina Cox (Katty Kupps)

### Épisode 2:Les Zombies le savent bien
- États-Unis : 11 avril 2017 sur The CW
- Québec : 9 mars 2018 sur VRAK
- France : 4 septembre 2018 sur Warner TV

- États-Unis : 870 000 téléspectateurs[11] (première diffusion)

- Andrea Savage (Vivian Stoll)
- Natalie Alyn Lind (Winslow Sutcliffe)
- Sally Pressman (Tori Sutcliffe)
- Robert Salvador (Detective Cavanaugh)
- Birkett Turton (Vampire Steve)
- Stephen Huszar (Ken)
- Mataeo Mingo (Wally Reid)
- Peter Kelamis (Mr. Huntsman)
- Panou (Rick)

### Épisode 3:Mange, prie, tue
- États-Unis : 18 avril 2017 sur The CW
- Québec : 16 mars 2018 sur VRAK
- France : 11 septembre 2018 sur Warner TV

- États-Unis : 750 000 téléspectateurs[12] (première diffusion)

- Tongayi Chirisa (Justin)
- Joel Johnstone (Mitch Davis)
- Mike Dopud (AK Fortesan)
- Mark Ghanimé (Devon)
- Christina Cox (Katty Kupps)
- Linda Darlow (Neighbor Woman)
- Aidan Kahn (Zack Stoll)

### Épisode 4:Tourner sa langue sept fois
- États-Unis : 25 avril 2017 sur The CW
- Québec : 23 mars 2018 sur VRAK
- France : 11 septembre 2018 sur Warner TV

- États-Unis : 970 000 téléspectateurs[13] (première diffusion)

- Brooke Lyons (Natalie)
- Andrew Lewis Caldwell (Harley Johns)
- Robert Salvador (Detective Cavanaugh)
- Yolanda Pecoraro (Rhonda Diaz)
- Alison Matthews (Vicky Ernst)
- Marci T. House (Lieutenant Devore)
- Aidan Kahn (Zack Stoll)
- Steve James (Osborn Oates)
- Shane Nicely (Goon)

### Épisode 5:La Dominatrice
- États-Unis : 2 mai 2017 sur The CW
- Québec : 30 mars 2018 sur VRAK
- France : 18 septembre 2018 sur Warner TV

- États-Unis : 930 000 téléspectateurs[14] (première diffusion)

- Andrea Savage (Vivian Stoll)
- Tongayi Chirisa (Justin)
- Daran Norris (Johnny Frost)
- Andrew Lewis Caldwell (Harley Johns)
- Bryce Hodgson (Don E)
- Robert Salvador (Detective Cavanaugh)
- Mike Dopud (AK Fortesan)
- Kurt Evans (Floyd Baracus)
- Ken Marino (Brandt Stone)
- Anjali Jay (Carey Gold)
- Kimberley Shoniker (Roxanne)
- Gordon Michael Woolvett (James Weckler)

### Épisode 6:La Paumée magnifique
- États-Unis : 9 mai 2017 sur The CW
- Québec : 6 avril 2018 sur VRAK
- France : 18 septembre 2018 sur Warner TV

- États-Unis : 970 000 téléspectateurs[15] (première diffusion)

- Brian R. Norris (Joel)
- Bryce Hodgson (Don E)
- P. Lynn Johnson (mère de Major)
- Alexia Fast (Yvonne)
- Reagan Pasternak (Trish)
- Niall Matter (Sage)
- Curtis Clarke (Kev)
- Nisreen Slim (Dalia)

### Épisode 7:Cas d'école
- États-Unis : 16 mai 2017 sur The CW
- Québec : 13 avril 2018 sur VRAK
- France : 25 septembre 2018 sur Warner TV

- États-Unis : 860 000 téléspectateurs[16] (première diffusion)

- Tongayi Chirisa (Justin)
- Andrew Lewis Caldwell (Harley Johns)
- Shenae Grimes-Beech (Piper)
- Adam Kaufman (Harry Thorne)
- Haley Strode (Macy)
- Bryce Hodgson (Don E)
- Kurt Evans (Floyd Baracus)
- Jovanna Burke (Eleanor)
- Ryan McDonell (Jamie Brennan)

### Épisode 8:Le Cascadeur
- États-Unis : 23 mai 2017 sur The CW
- Québec : 20 avril 2018 sur VRAK
- France : 25 septembre 2018 sur Warner TV

- États-Unis : 980 000 téléspectateurs[17] (première diffusion)

- Andrea Savage (Vivian Stoll)
- Robert Knepper (Angus McDonough)
- Jason Dohring (Chase Graves)
- Tongayi Chirisa (Justin)
- Andrew Lewis Caldwell (Harley Johns)
- Robert Ri'chard (Finn Vincible)
- Daran Norris (Johnny Frost)
- Bryce Hodgson (Don E)

### Épisode 9:Dé à vingt faces
- États-Unis : 30 mai 2017 sur The CW
- Québec : 27 avril 2018 sur VRAK
- France : 2 octobre 2018 sur Warner TV

- États-Unis : 920 000 téléspectateurs[18] (première diffusion)

- Jason Dohring (Chase Graves)
- Tongayi Chirisa (Justin)
- Eddie Jemison (Stacey Boss)
- Andrew Lewis Caldwell (Harley Johns)
- Jessica Harmon (Dale Bozzio)
- Bryce Hodgson (Don E)
- Kurt Evans (Floyd Baracus)
- Anjali Jay (Carey Gold)
- James Pizzinato (Bo Johns)
- John Stewart (Dan)
- Morgan Taylor Campbell (Zoe)
- Birkett Turton (Vampire Steve)
- Harvey Guillén (Diego)
- Ella Cannon (Rachel Greenblatt)
- Lou Jurgens (Shawna)

### Épisode 10:Le Retour du mort vivant
- États-Unis : 6 juin 2017 sur The CW
- Québec : 4 mai 2018 sur VRAK
- France : 2 octobre 2018 sur Warner TV

- États-Unis : 710 000 téléspectateurs[19] (première diffusion)

- Tongayi Chirisa (Justin)
- Eddie Jemison (Stacey Boss)
- Andrew Lewis Caldwell (Harley Johns)
- Greg Finley (Drake Holloway)
- Bryce Hodgson (Don E)
- James Pizzinato (Bo Johns)
- Ella Cannon (Rachel Greenblatt)
- Tim Chiou (AJ)
- Brendan Fletcher (Zombie Truther)

### Épisode 11:Complotite aigüe
- États-Unis : 13 juin 2017 sur The CW
- Québec : 11 mai 2018 sur VRAK
- France : 9 octobre 2018 sur Warner TV

- États-Unis : 780 000 téléspectateurs[20] (première diffusion)

- Robert Salvador (Detective Cavanaugh)
- Kurt Evans (Floyd Baracus)
- Anjali Jay (Carey Gold)
- James Pizzinato (Bo Johns)
- Ella Cannon (Rachel Greenblatt)

### Épisode 12:À l'aube du jour J,1repartie
- États-Unis : 20 juin 2017 sur The CW
- Québec : 18 mai 2018 sur VRAK
- France : 9 octobre 2018 sur Warner TV

- États-Unis : 770 000 téléspectateurs[21] (première diffusion)

- Jason Dohring (Chase Graves)
- Tongayi Chirisa (Justin)
- Daran Norris (Johnny Frost)
- Andrew Lewis Caldwell (Harley Johns)
- Brooke Lyons (Natalie)
- Robert Salvador (Detective Cavanaugh)
- Kurt Evans (Floyd Baracus)
- Anjali Jay (Carey Gold)
- Ella Cannon (Rachel Greenblatt)
- Peter Kelamis (Mr. Huntsman)
- Christina Cox (Katty Kupps)
- Françoise Yip (Meg Nevins)
- Neil Grayston (Seth)
- Anisha Cheema (Patrice)

### Épisode 13: À l'aube du jour J,2epartie
- États-Unis : 27 juin 2017 sur The CW
- Québec : 25 mai 2018 sur VRAK
- France : 9 octobre 2018 sur Warner TV

- États-Unis : 860 000 téléspectateurs[22] (première diffusion)

- Jason Dohring (Chase Graves)
- Tongayi Chirisa (Justin Bell)
- Daran Norris (Johnny Frost)
- Jessica Harmon (Dale Bozzio)
- Bryce Hodgson (Don E)
- Kurt Evans (Floyd Baracus)
- Anjali Jay (Carey Gold)
- Eileen Pedde (Dr. Smith)
- Ava Frye (Tatum Weckler)